# Малолюбашанська сільська рада
Малолюбашанська сільська́ ра́да — орган місцевого самоврядування в Костопільському районі Рівненської області. Адміністративний центр — село Мала Любаша.

## Загальні відомості
- Малолюбашанська сільська рада утворена в 1939 році.
- Територія ради: 293,24 км²
- Населення ради: 2 574 особи (станом на 2001 рік)
- Територією ради протікає річка Замчисько.

## Населені пункти
Сільській раді підпорядковані населені пункти:
- с. Мала Любаша
- с. Борщівка
- с. Лісопіль

## Склад ради
Рада складається з 18 депутатів та голови.
- Голова ради: Ковальчук Світлана Андріївна
- Секретар ради: Лемешевська Алла Михайлівна

### Керівний склад попередніх скликань
| Прізвище, ім'я, по батькові  | Основні відомості                                                 | Дата обрання | Дата звільнення |
| ---------------------------- | ----------------------------------------------------------------- | ------------ | --------------- |
| Ковальчук Світлана Андріївна | Сільський голова, 1972 року народження, освіта вища, позапартійна | 26.03.2006   | 31.10.2010      |
| Ковальчук Світлана Андріївна | Сільський голова, 1972 року народження, освіта вища, позапартійна | 31.10.2010   |                 |

Примітка: таблиця складена за даними сайту Верховної Ради України